# Огнян Николов (тенор)
Огнян Николов е български оперен певец (лирико-драматичен тенор) и музикален педагог.

## Биография
Роден е на 5 май 1960 г. в град Монтана, България. Първите си стъпки в изкуството прави в градската Обединена школа по изкуствата „Добри Христов“. След това учи в Музикалната гимназия в Плевен. В този период голяма роля за развитието му като певец оказва оперната певица в Плевенската опера Виолета Павлова. По-късно завършва и оперна режисура в Нов български университет, София (2003).
Приет е като артист солист в Старозагорската опера, където в продължение на 5 години прави около 20 роли – и малки, и големи, и в детски спектакли, и в оперети. Международната му певческа кариера започва през 1991 г. с успешното участие на фестивала в Бакстън (Англия) в ролята на Сципион от „Сънят на Сципион“ на Моцарт. През 1992 г. получава награда на Международния конкурс за млади оперни певци в София.
Пее на големите световни оперни сцени. Надарен е с усет към различните стилове и диапазонът на ролите му е голям: граф Алмавива от „Севилският бръснар“ на Росини, Дон Отавио от „Дон Жуан“ на Моцарт, Полионе от „Норма“ на Белини, Калаф от „Турандот“ на Пучини, Касио от „Отело“ на Верди, Надир от „Ловци на бисери“ на Бизе, Юродивия от „Борис Годунов“ на Мусоргски, Алфонс от „Дзампа“ на Харолд, участия в „Бохеми“, „Мадам Бътерфлай“, „Идоменей“, „Травиата“ и други.
Огнян Николов е характеризиран като постоянно търсеща личност, стремяща се чрез разнообразния си репертоар да покаже на публиката нещо ново, оригинално.
Изпълнява окултните песни на Петър Дънов, в чието учение се задълбочава. Работи върху книгата „Окултна школа по изкуство на пеенето“, започната от оперната певица Цветана-Лиляна Табакова, ученичка на Петър Дънов. Той я довършва и редактира; книгата излиза в 1997 г. и разкрива науката и тънкостите на пеенето и дишането, от древността до днес. През 1992 г. довършва книгата ѝ „Съзвучия от бъдещето“.
През 1999 и 2000 г. музикална къща „Гега Ню“ издава първите му два компактдиска – „Оперен рецитал“ и „С красотата и мъдростта на българската песен“.
Като музикален педагог през 2006 г. той създава семинара „Проява на гласа“, замислен „като подпомагащ хората, желаещи да вникнат по-дълбоко в себе си, да развиват уникалния си гласов орган“. В 42 семинара помага на над 700 човека да преоткрият себе си в музиката. Подпомага създаването на много оперни изпълнители. За себе си казва, че това му дава „все повече нови познания в безкрайния път на изучаване на човешкия глас и на пеенето“.
През 2009 г. е поканен да води първия си майсторски клас по оперно пеене в университета в Каухсиунг, Тайван.
Умира на 13 юни 2012 г. в София.

## Цитати
„Необходимо е това, което даваш на другите, да бъде дадено с любов“.